# جاده ئی۴۴۲ اروپا

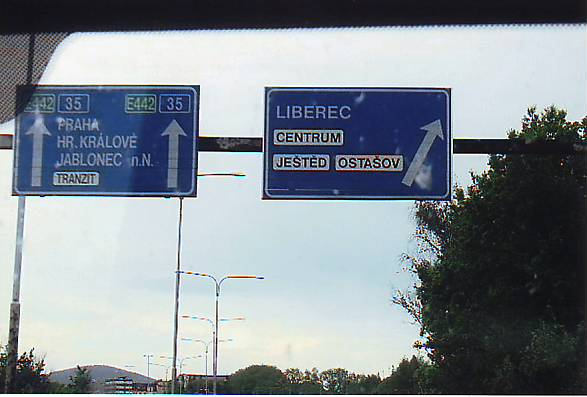

جاده ئی۴۴۲ اروپا (به انگلیسی: European route E442) یکی از جاده‌های درجه ۲ قاره اروپا است.
این جاده از شهر کارلووی واری (جمهوری چک) شروع شده و در شهر ژیلینا (اسلواکی) به پایان می‌رسد.